# 바르비투르산염 과다복용
바르비투르산염 과다복용(Barbiturate overdose)은 과도한 바르비투르산염 복용으로 인한 중독이다. 증상으로는 일반적으로 사고 장애, 협응력 저하, 의식 수준 감소, 호흡 노력 감소(호흡 저하) 등이 있다. 과다복용의 합병증에는 비심장성 폐부종이 포함될 수 있다. 사망하는 경우 이는 일반적으로 호흡 곤란으로 인한 것이다.
바르비투르산염 과다복용은 우연히 또는 의도적으로 사망을 유발하려는 시도로 발생할 수 있다. 독성 효과는 알코올과 벤조디아제핀의 독성 효과에 추가된다. 치사량은 개인의 내성과 약물 복용 방법에 따라 다르다. 바르비투르산염의 효과는 GABA 신경전달물질을 통해 발생한다. 노출 여부는 소변이나 혈액 검사를 통해 확인할 수 있다.
한때 과다복용의 일반적인 원인이었던 바르비투르산염은 지금은 희귀 원인이다.